# Fallout. Настільна рольова гра
Fallout: The Roleplaying Game — сюжетна пригодницька настільна гра, створена Modiphius Entertainment. Випущена у 2021 році, дія гри відбувається у вигаданому всесвіті серії відеоігор Fallout. Гру спроектували Нейтан Довделл і Сем Вебб.

## Геймплей
У настільній грі гравці беруть на себе ролі тих, хто вижив у постапокаліптичному світі, досліджуючи руїни цивілізації та взаємодіючі з різними фракціями, істотами та персонажами з вигаданого всесвіту Fallout. У гру можуть грати 3–5 гравців та 1 майстер гри. Кожен гравець обирає свого персонажа, а разом вони формують групу, яка подорожуватиме Пусткою — радіоактивними землями, зруйнованими містами, насичених мутованими монстрами та осередками відчайдушних уцілілих, на місці колишніх Сполучених Штатів Америки.

## Продукція

### Основа
- Fallout: The Roleplaying Game Core Rulebook: 438-сторінковий звід правил у твердій палітурці має чудовий дизайн обкладинки, що нагадує культовий комбінезон «Волт-Тек». Усередині правила та знання про рольову гру у світі Fallout, а також концепт-арти із відеоігор Fallout.[1]
- Fallout: The Roleplaying Game G.E.C.K. Special Edition Box: Колекційний коробковий набір обмежений 2000 примірниками.[2]
- Fallout: The Roleplaying Game Player Bundle: Містить Fallout The Roleplaying Game Core Rulebook (у друкованому вигляді та у форматі PDF) та спеціальний набір кубиків.[3]

### Доповнення
- Winter of Atom — додає кампанію про події, що відбуваються перед подіями «Fallout 4» у Співдружності, додані нові створіння, ігрові та неігрових персонажі, лінія квестів про секту Церкви дітей Атома.[4]
- Royal Flush — нова кампанія Королівський блиск, у пустці Мохаве та Нью-Вегасі, і сольна версія гри.[5]

## Розширення
- Settler's Guide Book — перша додаткова книга, яка додає глибини створенню міст і додає нові предмети, переваги, персонажів і правила гри.[6]
- Wanderer's Guide Book — додає транспортні засоби нові уміння, а також додає нове спорядження, уміння, правила, а також нові ігрові, неігрові персонажі та створіння.[7]
- Fallout NPC Pack 1 - Rust Devils — 39-сторінкова книга про рейдерську банду Іржавих дияволів, нове спорядження та екіпіровку.[8]
- Fallout NPC Pack 2 - Enclave Remnants' — додає нових персонажів, фракцію Анклав, пілотування гвинтокрилом.[9]
- Fallout NPC Pack 3 - Reilly's Rangers' — додає п’ять рейнджерів Рейлі (Рейлі, Батчер, Донован, Брік і Тео), а також 6 кампаній, нове обладнання, яке використовують рейнджери, включаючи модифікації зброї, зброю та броню. [10]
- Fallout 2d20: NPC Pack - Hollywood Heroes — додає персонажів із телесеріалу Фолаут від Amazon, нові предмети: абсолютно нова зброя, боєприпаси, броня, їжа, хімікати тощо. [11]

## Зовнішні посилання
- Офіційний сайт
- Fallout. Настільна рольова гра - Швидкий старт на сайті GeekachShop
- Fallout: настільна гра на Фандомі